# Danger de mort (film, 1947)
Pour les articles homonymes, voir Danger de mort.
Pour plus de détails, voir Fiche technique et Distribution.
Danger de mort est un film français réalisé par Gilles Grangier, sorti en 1947.

## Synopsis
Dans une ville de province, le jour où sa femme accouche, un pharmacien de cinquante ans perd un peu la tête et met du cyanure dans son célèbre sirop Soleil. S'étant aperçu de la méprise, il passe la nuit à retrouver les cinq clients à qu'il a vendu les flacons du sirop. Le premier est un notable, le second, un assureur, le troisième, un nain travaillant dans un cirque et le quatrième, un ancien collaborateur responsable de la mort d'un résistant.

## Fiche technique
- Titre : Danger de mort
- Réalisation : Gilles Grangier
- Scénario :  D'après une idée de Charles Exbrayat
- Adaptation et Dialogue : René Wheeler
- Assistant réalisateur : Stellio Lorenzi et Jacques Bourdon
- Musique : Raymond Gallois Montbrun
- Photographie : Raymond Clunie
- Décors : Roger Simon
- Son : Maurice Carrouet
- Montage : Andrée Danis
- Société de production : Pathé, Prisonniers associés
- Directeur de production : Maurice Réfrégier
- Année : 1947
- Pays de production :  France
- Format :  Noir et blanc - 1,37:1 - 35 mm - Son mono
- Genre : Drame
- Durée : 90 min
- Date de sortie : 
  - France : 17 décembre 1947
- Visa d'exploitation :  5873

## Distribution
- Fernand Ledoux : Loiseau, le pharmacien
- René Blancard : Chauvieu
- Piéral : Le nain du cirque
- Georges Lannes : Ceccaldi
- Jacky Pasquero : Ceccaldi, fils
- Colette Richard : La jeune mariée
- Micheline Francey : Flora
- Christiane Hayrel : L'écuyère
- Mona Dol : La commère
- Yvonne Yma : La femme du kiosque
- Jean-Marc Lambert : Le jeune marié
- François Joux : Bouchard
- Maurice Schutz : Le beau-père
- Charles Lavialle : Le receveur
- Albert Michel : Un employé à la gare
- Edy Debray : Le chanoine
- Franck Maurice : Un employé du cirque
- Claude Assemat
- Christine Gil
- France Noël
- Régine Talma
- Michèle Marly
- Paola Manelli
- Michel Rob
- Maurice Derville